# Torreya grandis
Torreya grandis är en barrväxtart som beskrevs av Robert Fortune och John Lindley. Torreya grandis ingår i släktet Torreya och familjen idegransväxter.
Arten förekommer i Kina i provinserna Guizhou, Jiangxi, Fujian, Jiangsu, Anhui, Hunan och Zhejiang. Den växer i kulliga områden och i bergstrakter mellan 200 och 1400 meter över havet. Torreya grandis hittas vanligen i skogar där lövträd är förhärskande men barrträd inte är sällsynta. Detta träd växer ofta nära vattendrag och som undervegetation i skuggiga skogar. Några exemplar blir höga och deras krona når skogens ovankant. Täta ansamlingar av bambu och av busksnår minskar artens förmåga att etablera sig.
Artens trä används bland annat som timmer, för möbler eller för sniderier. De ätliga fröerna används som tilltugg eller som naturmedel mot hosta. Dessutom kan matolja utvinnas från fröet. Torreya grandis förekommer även som prydnadsväxt i trädgårdar. Några exemplar flyttades 1855 till England men arten hade problem att etablera sig i Europa. Individer som finns kvar är oftast buskar.
Fram till 2001 minskade beståndet på grund av skogsbruk och sedan blev fällning av Torreya grandis förbjuden. I utbredningsområdet inrättades flera skyddszoner. Gamla exemplar skyddas ofta av lokalbefolkningen för att nyttja de ätliga fröerna. Hela populationen anses vara stabil. IUCN listar arten som livskraftig (LC).

## Underarter
Arten delas in i följande underarter:
- T. g. grandis
- T. g. jiulongshanensis

## Bildgalleri

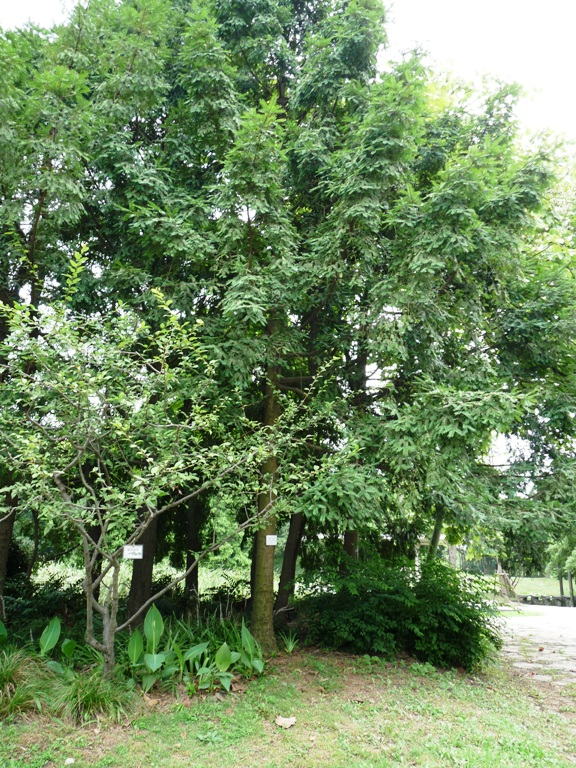
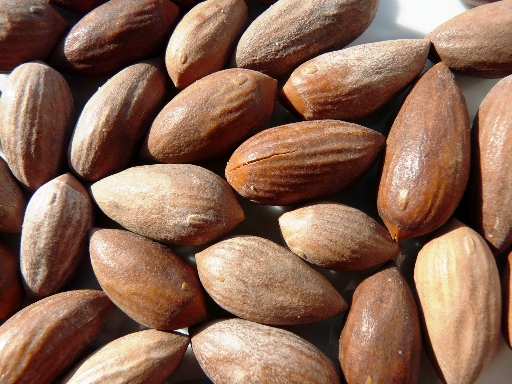
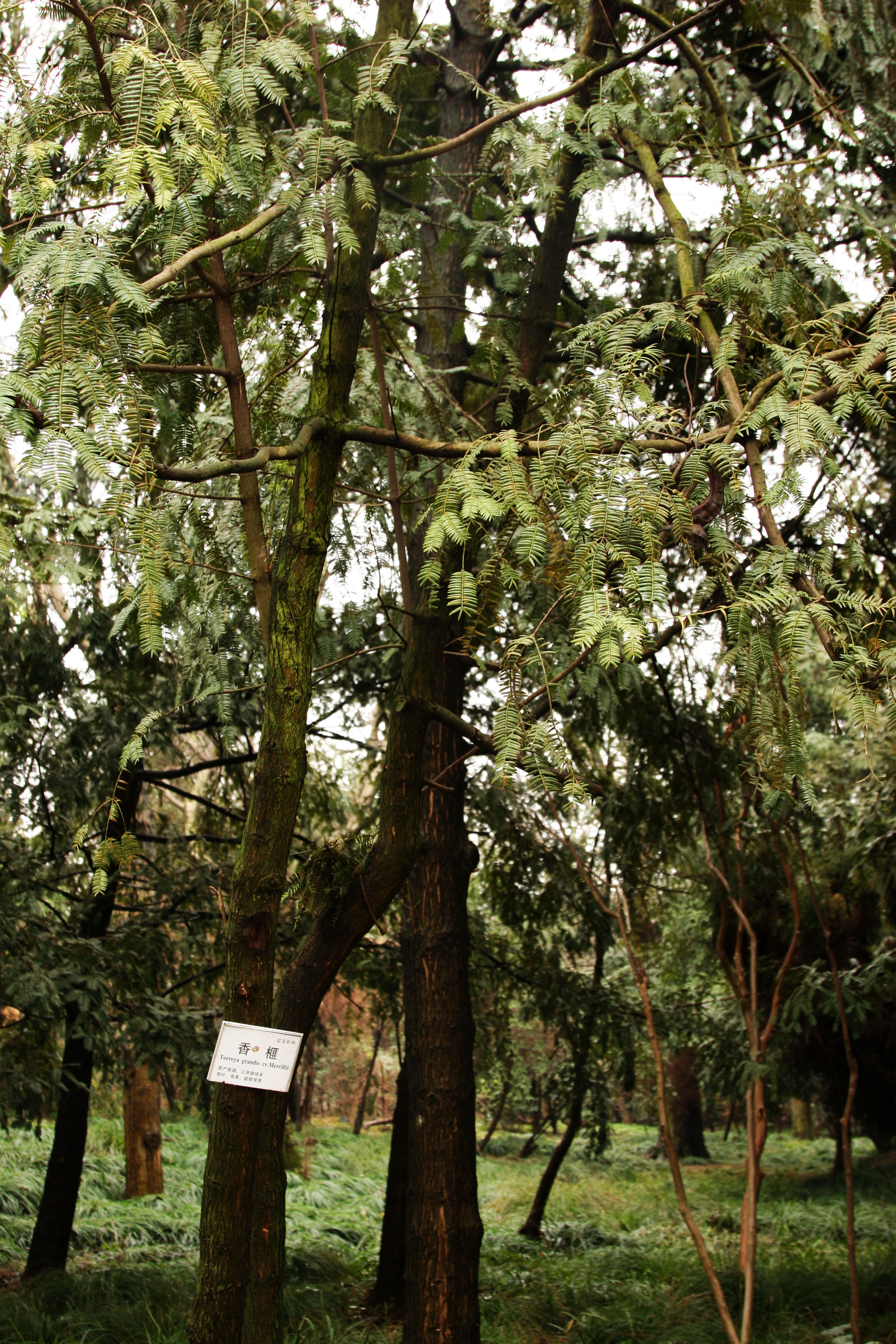
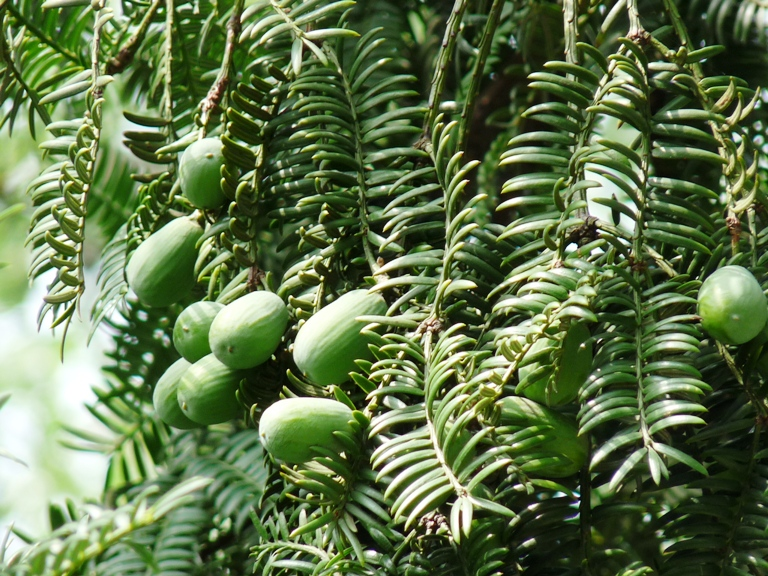